# Zingiber curtisii
Zingiber curtisii är en enhjärtbladig växtart som beskrevs av Richard Eric Holttum. Zingiber curtisii ingår i släktet Zingiber och familjen Zingiberaceae. Inga underarter finns listade i Catalogue of Life.